# Paula Brügger
Paula Brügger é uma bióloga, doutora em Sociedade e Meio Ambiente, professora universitária, escritora, ambientalista, e ativista em defesa dos direitos animais que junto com Laerte Levai, Daniel Lourenço, Sônia Felipe, Heron José de Santana Gordilho, Tagore Trajano, entre outros, faz parte do grupo de acadêmicos pioneiros na ampliação dos direitos fundamentais para além da espécie humana, propondo uma nova ética. É autora e pesquisadora em diversas áreas como a Educação Ambiental e Abolicionista Animal, a imagem da natureza e dos animais não-humanos na mídia, as implicações éticas e epistemológicas da visão mecanicista de ciência na vivissecção e a inter-relação das dimensões ecológicas, éticas, sociais e econômicas da sustentabilidade em processos produtivos como a pecuária..

## Biografia
Licenciada em Ciências Biológicas no ano de (1981), pela Universidade Federal de Santa Catarina (UFSC), obteve especialização em Hidroecologia em 1983, e mestrado em Educação (Educação e Ciência) em 1993, pela UFSC, tendo sido orientada pelo geógrafo Carlos Walter Porto Gonçalves. Sua dissertação, intitulada Educação ou adestramento ambiental? foi transformada em livro, com três edições. Em 1999, concluiu seu doutorado em Ciências Humanas (Sociedade e Meio Ambiente), quando defendeu a tese Uma leitura ambientalista da comunicação no Ocidente, sob orientação do filósofo e cientista político Paulo José Krischke.
Paula Brügger foi Professora Titular do Departamento de Ecologia e Zoologia da Universidade Federal de Santa Catarina até 2019, e pesquisadora do Laboratório de Estudos Transdisciplinares (LET/UFSC), fundado e coordenado pelo Dr. Paulo José Krischke. Atualmente é coordenadora do Observatório de Justiça Ecológica (OJE/UFSC), tendo orientado diversos TCCs, dissertações, e teses nas áreas de meio ambiente, direitos animais e gestão do conhecimento.
Ativista em defesa dos direitos animais e defensora do veganismo, ocupou diversos cargos relacionados com as questões pedagógicas envolvendo o meio ambiente e os direitos animais como o de Diretora de Meio Ambiente da Sociedade Vegetariana Brasileira e de Diretora de Educação do Instituto Abolicionista Animal, além de ter desenvolvido por 15 anos o projeto pedagógico Amigo Animal em que buscou disseminar o conhecimento envolvendo a educação em direitos animais em escolas públicas estaduais de Santa Catarina e do Município de Florianópolis.
Partidária da máxima “Mens sana in corpore sano”, as atividades físicas sempre estiveram presentes em sua vida: na infância, o balé clássico e a ginástica olímpica; na adolescência, a patinação e as danças afro e jazz; e na idade adulta, as corridas, as artes marciais (Kung Fu) e o windsurf.

## Projeto Amigo Animal
Projeto Amigo Animal
Partindo das perspectivas sistêmicas, holísticas, “costuradas” entre si pela crítica à razão instrumental, seu trabalho teórico se expandiu em direção à construção de uma educação ambiental que englobasse a ética animal. Nasceu assim, no ano de 2000, o projeto de extensão em educação Amigo Animal, em parceria com a ONG “Sociedade Animal”, a UFSC, e as Secretarias Municipal (Florianópolis) e Estadual de Educação de Santa Catarina. E em 2004, ano da 3ª edição do livro Educação ou adestramento ambiental?, foi lançado o livro Amigo Animal – reflexões interdisciplinares sobre educação e meio ambiente: animais, ética, dieta, saúde, paradigmas, cujo objetivo era dar suporte teórico à formação de professores. O livro, bem como o projeto, abrigava três eixos de discussão: “animais de rua”; alimentação rica em proteína animal; e uso de animais no ensino e na pesquisa. Devido a obstáculos de natureza cultural, entre muitas outras, apenas o primeiro eixo do projeto (encerrado em 2014) floresceu nas escolas, por iniciativa da Diretoria de Bem-Estar Animal, órgão da Prefeitura. O livro Amigo Animal foi pioneiro ao abordar a questão animal numa perspectiva de Saúde Única, ao mostrar como a saúde animal, humana, e ambiental estão inextricavelmente interligadas

## Principais Ideias
A espinha dorsal do seu constructo transdisciplinar - já presente na sua dissertação de mestrado (1993) - está relacionada à influência da razão instrumental na ética das relações sociedade-natureza.
A tese central de sua dissertação de mestrado é que à educação tradicional – perpetuadora do paradigma hegemônico que vê a natureza como uma fábrica de recursos naturais – não basta acrescentar o adjetivo “ambiental”. A educação tem que ser ambiental no seu todo. Sem uma revolução paradigmática de monta, que questione a racionalidade instrumental enraizada nos seus fundamentos, o adjetivo “ambiental” apenas maquia a educação de “verde”. Para isso, cunhou o termo “adestramento ambiental”, uma modalidade de instrução de caráter técnico, pautada no domínio cognitivo, e desprovida de dimensões éticas, históricas, políticas, sociais, etc, cujo objetivo é a mera execução de tarefas identificadas com o padrão utilitário-racional de pensamento e ação dominantes. Nessa perspectiva, esvazia-se a dimensão epistemológica dos “temas geradores” e de conceitos polissêmicos como o de sustentabilidade: via “currículo oculto”, ambientaliza-se a dimensão comportamental da sociedade industrial, em vez de se socializar o ethos de uma sociedade ambiental.
Na sua tese de doutorado (1999), mostrou como a démarche histórica da comunicação no Ocidente foi um fator decisivo para a emergência de um “mundo vivido” marcado pelo domínio sobre a natureza. Diferentemente de outros sistemas linguísticos menos reificados, a instrumentalidade da letra, transmutada em razão científica e política, forjou um contexto fecundo para a estocagem do conhecimento, para a transformação da natureza e para a criação de Estados, hierarquias e sistemas de educação dominantes. Esse processo de reificação da comunicação, que é também o de uma ruptura entre os humanos e seu entorno, atinge seu ápice com o advento da sociedade industrial: os media sofisticados de hoje influenciam a nossa relação com o entorno tanto  por meio de suas mensagens quanto por meio da sua estrutura. Com a globalização, informações dos universos técnico, científico e simbólico estão ajudando - sob a influência das corporações transnacionais - a consolidar uma visão instrumental da natureza, tornando tais processos de reificação/ ruptura ainda mais intensos.
Do ambientalismo crítico ao ambientalismo abolicionista animal
Vivissecção: Testes, Experimentos, modelos animais...
Já no livro “Amigo Animal”, a bióloga critica os modelos animais e propõe a expressão “ignorância culta” como explicação para a continuidade dessa prática pseudocientífica. A ignorância culta consiste numa fé acrítica no paradigma mecanicista de ciência, além do ato de ignorar os fundamentos básicos da Genética e da Teoria da Evolução, como também as premissas das teorias sistêmicas diretamente ligadas à “dialética” da natureza. Tal contexto epistemológico equivocado jaz no cerne da baixa predictabilidade dos modelos animais – além de outros requisitos que caracterizam a ciência – razão pela qual os modelos animais podem ser considerados uma pseudociência. O especismo arraigado em nossa cultura, a manutenção de feudos de poder  e os interesses econômicos vêm a se somar a essa conjuntura, facilitando a sua perpetuação.
Outras questões centrais, atinentes à educação, são as suas reflexões sobre a influência da mídia especista, no que tange à formação de valores no sentido lato, e a discussão acerca da dicotomia entre o bem-estarismo e o abolicionismo animal. Sua tese central nessa questão é que, enquanto o universo teórico (Educação, etc) pode e deve ser fundamentado unicamente em premissas abolicionistas, o mundo vivido, frequentemente, pode apenas se mover no universo bem-estarista, ou no abolicionismo por etapas. Tanto a educação tradicional quanto a chamada educação ambiental são especistas. Mudanças robustas só virão quando a educação deixar de promover ostensiva e orgulhosamente o especismo em todas as áreas e níveis de ensino. Para tanto, deve ser, como no caso do meio ambiente, uma educação abolicionista animal em sua totalidade.

### Livros publicados
- Educação ou adestramento ambiental?. 3. ed. Florianópolis/ Chapecó: Letras Contemporâneas/ Argos Editora Universitária, 2004. (1ª edição em 1994)
- Amigo Animal - Reflexões interdisciplinares sobre educação e meio ambiente: animais, ética, dieta, saúde, paradigmas. Florianópolis: Letras Contemporâneas, 2004.
- Jornalismo Especista - textos e fragmentos de olhares sobre os animais não humanos na mídia. Curitiba: Appris, 2022.
- Animais como modelos experimentais - uma visão abolicionista transdisciplinar. Florianópolis, Editora da UFSC, 2023.

### Principais artigos e capítulos publicados
- The “Embering” Brazil: climate change and the speciesist universe.  In: NELLIST, Christina. (ed.) Climate Crisis and Creation Care: historical perspectives, ecological integrity and justice. Newcastle: Cambridge Scholars Publishing, 2021. p. 55-70

- Animals and Nature: The Co-modification of the Sentient Biosphere. In: CLARK, Brett; WILSON, Tamar Diana. (ed.) The Capitalist Commodification of Animals. Bingley: Emerald Publishing Limited, 2020. p. 33-58.

- A visão bem-estarista subjacente à Declaração Universal dos Direitos dos Animais. In:. GONÇALVES, C.; DESTERRO, R.; AMARAL NETO, J. (Orgs). Declaração Universal dos Direitos dos Animais – uma nova arca de Noé? Rio de Janeiro: Lumen Juris, 2020: 117-141.
- Por uma educação "duplo A": ambiental e abolicionista animal. In: Florit, Luciano, F., Sampaio, Carlos A., Philippi Jr, A.. (Org.). Ética Socioambiental. São Paulo: Manole, 2019, p. 363-395.
- Brügger, P. It’s the speciesism, stupid! Animal Abolitionism, Environmentalism and the Mass Media. In: BOGUEVADIANA, D.; MARINOVA, D.; RAPHAELY, T. Handbook of Research on Social Marketing and Its Influence on Animal Origin Food Product Consumption. Hershey: IGI Global, 2018: 92-103.
- Animal Abolitionism: a concise analysis of theoretical and educational perspectives. Revista do Programa de Pós-Graduação em Direito da UFBA, V. 28, N. 02, pp 08-28, Jul - Dez 2018
- O apocalipse da pecuária: uma síntese caleidoscópica dos riscos e possibilidades de mudança. Revista Brasileira de Direito Animal, v. 13, p. 07-23-23, 2018.
- Brügger, P.; Marinova, D.; Raphaely, T. Animal production and consumption: An ethical educational approach. In: RAPHAELY, T.; MARINOVA, D. (Eds). Impact of meat consumption on health and environmental sustainability. Hershey: IGI Global, 2016: 295-312.
- A abordagem interdisciplinar na argumentação antiviviseccionista. In: Simpósio Internacional sobre Interdisciplinaridade no Ensino, Pesquisa e Extensão, 2013, Florianópolis. Anais.
- Os novos meios de comunicação: uma antítese da educação ambiental? In: Educação ambiental: repensando o espaço da cidadania. 5. ed. São Paulo: Cortez, 2011, p. 149-184.
- Para além da vivissecção: rumo a uma ética ecológica e antiespecista. Entrevista. Agência de Notícias de Direitos Animais (Republicação da entrevista de 2010).
- Para além da dicotomia bem-estarismo x abolicionismo. Coluna Tao do Bicho. Agência de Notícias de Direitos Animais. 26. nov, 2009.
- Nós e os outros animais: especismo, veganismo e educação ambiental. Linhas Críticas (UnB), Brasília, v. 15, p. 197-214, 2009. https://doi.org/10.26512/lc.v15i29.3532
- Vivissecção: fé cega, faca amolada?. In: MOLINARO, Carlos Alberto; MEDEIROS, Fernanda Luiza Fontoura de; SARLET, Ingo Wolfgang; FENSTERSEIFER, Tiago. (Org.). A dignidade da vida e os direitos fundamentais para além dos humanos: uma discussão necessária. Belo Horizonte: Forum, 2008, p. 145-174.
- O vôo da águia: reflexões sobre método, interdisciplinaridade e meio ambiente. Educar em Revista, n.27, p. 75-91, 2006.
- 25 years past Tbilisi: environmental teaching or cheating ?. In: Walter Leal Filho; Michael Littledyke. (Org.). International Perspectives in Environmental Education. Frankfurt: Peter Lang, 2004, v. 16, p. 129-138.
- A ética profissional e o espírito do capitalismo: uma questão ambiental. Revista de Ciências Humanas, Florianópolis - SC, v. 14 (19), p. 45-54, 1996.
- O que queremos afinal com a interdisciplinaridade?. Geosul (UFSC), Florianópolis - SC, v. X, n.19/20, p. 68-72, 1995.
- Desenvolvimento sustentável e educação ambiental: alternativa ou eufemismo?. Perspectiva (Erexim), Florianópolis - SC, v. 10, n.17, p. 133-138, 1992.

## Premiações e homenagens
Graduou-se em 1981 com medalha de "Mérito Estudantil" (primeira classificada em sua turma) no Curso de Licenciatura em Ciências Biológicas. Em 2006 foi agraciada com o prêmio de ‘Exemplo Voluntário’,  como reconhecimento das ações educativas e coordenadora do projeto Amigo Animal. Em 2014, foi homenageada na Câmara Municipal de Florianópolis pelo trabalho visando à proteção dos animais junto ao projeto de educação ambiental Amigo Animal.Em 2017, foi coautora de um capítulo de livro que recebeu o prêmio de melhor do ano, na categoria Best Sustainable Food Book, o livro Impact of Meat Consumption on Health and Environmental Sustainability. A coletânea  contou com a participação de Robert Goodland e Jonathan Balcombe.. Em 2019 foi homenageada pelo seu em Educação, Cultura e Meio Ambiente em Florianópolis, no Planeta.doc Festival Internacional de Cinema Socioambiental. Em 2019, foi autora de um capítulo no livro Social Marketing and its Influence on Animal Origin Food Product Consumption, contemplado como o segundo melhor do ano no International Book Awards, categoria Marketing and Advertising”.